# Alashkert
Alashkert (en arménien Ալաշկերտ ; jusqu'en 1935 Karim-Arkh puis Sovetakan) est une communauté rurale du marz d'Armavir, en Arménie. Elle compte 1 815 habitants en 2009.

## Personnalités
- Artak Apitonian (1971-), diplomate arménien, est né à Alashkert.